# Rajendra Narayan
Rajendra Narayan (Calcutta, 11 aprile 1882 – Londra, 1º settembre 1913) fu maharaja di Koch Bihar dal 1911 al 1913.

## Biografia
Rajendra Narayan, figlio primogenito del maharaja Nripendra Narayan e di sua moglie Suniti Devi, nacque al Woodsland Palace, presso Calcutta, l'11 aprile 1882. All'età di 12 anni venne inviato in Inghilterra per compiere i propri studi. Nel 1900 si iscrisse all'Università di Oxford dove si distinse nella locale squadra di polo. Dopo aver completato i propri studi a Oxford, Narayan fece ritorno in India ed aiutò suo padre negli affari di stato, ricevendo anche un adeguato addestramento militare.
Nel 1911, alla morte del genitore, gli succedette al trono. Ad ogni modo, durante la sua permanenza in Inghilterra, Narayan aveva subito un incidente apparentemente secondario quando, durante una partita di polo, era stato colpito al petto. Periodicamente accusava dolori allo sterno.
Ricevette il grado onorifico di tenente del British Army il 4 giugno 1902.
Morì durante un viaggio a Londra nel 1913. Non essendosi sposato e non avendo avuto figli, il trono passò a suo fratello minore Jitendra Narayan.

## Onorificenze

### Posizioni militari onorarie
| Forza militare      | Unità    | Posizione | Anno |
| ------------------- | -------- | --------- | ---- |
| British Indian Army | Esercito | Tenente   | 1902 |